# 第一次米特里达梯战争
第一次米特里达梯战争发生于公元前89年至前85年，是罗马共和国和本都王国之间的一场战争。在此次战争中，本都王国和许多希腊城邦在本都王国米特里达梯六世的领导下反抗罗马和盟国比提尼亚的统治。战争持续了五年，以罗马人的胜利而告终，这迫使米特里达梯放弃了他所征服的领土并回到本都。此次战争结束后又爆发了两次战争。